# Großarler Ache
Der Großarler Ache, auch Großarlbach, ist ein Fließgewässer im Pongau, Land Salzburg. Sie entspringt auf einer Höhe von etwa 2100 Metern am Keeskogel (2884 m ü. A., Ankogelgruppe). Danach fließt sie in nördlicher Richtung, wo sie nach der Liechtensteinklamm bei St. Veit im Pongau nach 30,7 km in die Salzach mündet.

## Verlauf
Der Bach fließt von seinem Quellgebiet aus zunächst in westnordwestlicher Richtung und empfängt dabei mehrere namenlose Zuflüsse von beiden Seiten, bevor er nach rund 3 km die Landesstraße 109 unterquert, die von da an bis zur Mündung im Tal des Großarler Ache verläuft. Nun schlägt der Bach eine generell nordwärts gerichtete Fließrichtung ein. Nach einigen Kilometern ändert sich die Fließrichtung weiter nach Westen, und der Bach durchfließt die Liechtensteinklamm. An ihrem Ende verläuft der Bach fast westwärts zu seiner Mündung in die Salzach, einige hundert Meter südlich der Burg Plankenau.

## Gewässergüte, Naturschutz
Das Gewässer besitzt die Gewässergüteklasse I-II.
Die Hüttschlager Talschlüsse sind als Landschaftsschutzgebiet ausgewiesen.

## Nebenbäche
Die Großarler Ache hat ein Einzugsgebiet von 237,9 Quadratkilometern. Die größten Zuflüsse sind:
| Name          | Mündungsseite | Mündungsort     | Einzugsgebiet in km² |
| ------------- | ------------- | --------------- | -------------------- |
| Schöderbach   | rechts        | Holzknechthütte | 15,7                 |
| Kreealmbach   | rechts        | Talwirt         | 06,7                 |
| Maurachbach   | rechts        | Maurach         | 03,6                 |
| Karteisbach   | rechts        | Karteis         | 12,1                 |
| Hubalmbach    | links         | Wolfau          | 17,3                 |
| Reitalmbach   | links         | Hüttschlag      | 10,4                 |
| Toferer Bach  | links         | Toferer         | 10,6                 |
| Doppelbach    | rechts        | Rabenstein      | 07,0                 |
| Bacher Graben | links         | Gstatt          | 05,4                 |
| Aigenbach     | links         | Mandldörfl      | 09,1                 |
| Elmaubach     | rechts        | Großarl         | 28,9                 |
| Unterbergbach | links         | Unterberg       | 07,5                 |
| Schiedbach    | links         | Schied          | 04,7                 |
| Lambach       | rechts        | Au              | 14,0                 |
| Eggbach       | rechts        | Gollegg         | 05,2                 |